# Paul Bekker
Paul Bekker (Max Paul Eugen Bekker, 2. september 1882 i Berlin – 13. marts 1937 i New York) var en tysk dirigent, intendant ved teatre i Kassel og Wiesbaden og en af de mest indflydelsesrige musikkritikere i den første trediedel af 1900-tallet. 1933 emigrerede han til USA på grund af jødeforfølgelserne.
Biblioteket på Yale University rummer Paul Bekker Collection der indeholder breve, dokumenter,  fotografier, noder og andet materiale af stor historisk og musikologisk værdi.
I 1919 udmøntede han begrebet eller betegnelsen Neue Musik ("Ny musik") og talte for dens forløbere eller første pionerer: Gustav Mahler, Franz Schreker, Arnold Schönberg und Ernst Krenek.